# Prowincja Bình Định
Bình Định wymowaⓘ – prowincja Wietnamu, znajdująca się we wschodniej części kraju, w Regionie Wybrzeża Południowo-Środkowego.

## Podział administracyjny
W skład prowincji Bình Định wchodzi dziesięć dystryktów oraz jedno miasto.
- Miasta:

1. Quy Nhơn

- Dystrykty:

1. An Lão
2. An Nhơn
3. Hoài Ân
4. Hoài Nhơn
5. Phù Cát
6. Phù Mỹ
7. Tuy Phước
8. Tây Sơn
9. Vân Canh
10. Vĩnh Thạnh